# Masterpiece (singel Madonny)
Masterpiece – singel amerykańskiej piosenkarki Madonny. Został on napisany przez nią, Julie Frost i Jimmy’ego Harry’ego oraz wyprodukowany przez artystkę we współpracy z Williamem Orbitem. Powstał na potrzeby wyreżyserowanego i napisanego przez Madonnę filmu W.E. i znalazł się na towarzyszącej mu ścieżce dźwiękowej, która została wydana 31 stycznia 2012. Ponadto został zamieszczony na dwunastym albumie studyjnym piosenkarki, MDNA, którego premiera odbyła się 23 marca 2012. „Masterpiece” jest popową balladą opowiadającą o byciu zakochanym w dziele sztuki. Została ona doceniona przez krytyków, ponadto nagrodzono ją Złotym Globem dla najlepszej piosenki (zdyskwalifikowano jednak z walki o Oscara w analogicznej kategorii). Za sprawą emisji radiowej pojawiła się na kilku listach przebojów.

## Geneza i wydanie
Przez cały czas, gdy kręciłam, a potem edytowałam [W.E.], [Guy Oseary] męczył mnie, żebym napisała do niego piosenkę. Ja odpowiadałam: «Guy, proszę cię. Staram się skupić na byciu reżyserką i chcę, żeby ludzie zwrócili uwagę wyłącznie na ten film, nie mam na to czasu». I w końcu, gdy skończyłam tworzyć [W.E.], zaczęłam pisać tę piosenkę i w jakiś tajemniczy, cudowny sposób pojawiło się «Masterpiece», więc dziękuję ci, Guyu Oseary, za bycie tak irytującym.

„Masterpiece” został napisany przez Madonnę, Julie Frost i Jimmy’ego Harry’ego. Jego produkcją artystka zajęła się wraz z Williamem Orbitem, z którym pracowała nad swoim albumem studyjnym MDNA (2012) i który jest głównym producentem bestsellerowego i nagrodzonego m.in. kilkoma Grammy Ray of Light (1998). Utwór został napisany na potrzeby filmu W.E. (2011), który Madonna wyreżyserowała, a także napisała wraz z Alekiem Keshishianem. Piosenka pojawia się w filmie podczas napisów końcowych. Do nagrania jej namówił piosenkarkę jej menedżer, Guy Oseary. Utwór zarejestrowano w studiach 3:20 (Los Angeles) i MSR (Nowy Jork).
Na początku grudnia 2011 „Masterpiece” wyciekł do internetu. 7 grudnia piosenka ukazała się do darmowego pobrania w sklepie iTunes Store, jako część podcastu In Contention » Oscar Talk. 31 stycznia 2012 została wydana ścieżka dźwiękowa do W.E., na której obok kilkunastu utworów skomponowanych przez Abla Korzeniowskiego znalazło się „Masterpiece”. Ponadto piosenka została zamieszczona na dwunastym albumie studyjnym Madonny, MDNA, którego premiera odbyła się 23 marca (w niektórych państwach) i 26 marca (na większości rynków) 2012.

## Kompozycja i tekst
„Masterpiece” jest „spokojnym i nastrojowym” utworem utrzymanym w konwencji popowej ballady. Jego minimalna produkcja została porównana do utworów Madonny z połowy lat 90., takich jak „Take a Bow” i „I’ll Remember” (oba z 1994), a także albumu American Life (2003). Tekst opowiada o bólu wynikającym z miłości do osoby, która jest tytułowym dziełem sztuki i nawiązuje do fabuły W.E. Zaczyna się on słowami: „Gdybyś był Mona Lisą, wisiałbyś w Luwrze, każdy przychodziłby cię oglądać, ale nie mógłbyś się poruszyć”. W refrenie Madonna śpiewa z kolei: „Jestem przy tobie, nawet późno w nocy, gdy stoję twarzą w twarz z arcydziełem”.

## Personel
- Madonna – autorstwo, produkcja, śpiew
- Julie Frost – autorstwo
- Jimmy Harry – autorstwo, dodatkowa produkcja, gitara, instrumenty klawiszowe, vocoder, programowanie
- William Orbit – produkcja
- Demacio Castellon – miksowanie, inżynieria
- Frank Filipetti – inżynieria
- Angie Teo – inżynieria, dodatkowa edycja
- Ron Taylor – edycja Pro Tools
- Stephen Kozmeniuk – dodatkowa edycja

Źródło:

## Odbiór

### Krytyka
„Masterpiece” spotkał się z pozytywnymi recenzjami krytyków. Alanna Conaway, redaktorka strony PopCrush, wystawiła mu cztery na pięć gwiazdek, a także nazwała „arcydziełem sztuki muzycznej” oraz pochwaliła jego „pięknie napisany” tekst i łagodne brzmienie. Kyle Anderson z „Entertainment Weekly” nazwał utwór „bardzo pięknym” i pozytywnie wypowiedział się o jego brzmieniu, odmiennym w porównaniu z ostatnimi, tanecznymi albumami Madonny (Hard Candy z 2008 i Confessions on a Dance Floor z 2005); ponadto, krytyk skomentował piosenkę: „Madonna zmierza ze swoimi nagraniami w coraz lepszym kierunku, co zupełnie popieramy. (...) [«Masterpiece»] jest krokiem naprzód po uprzednio wyciekłym singlu «Give Me All Your Love», który był niezwykle problematyczny”.

### Nagrody
W grudniu 2011 ogłoszono nominacje do 69. plebiscytu Złotych Globów. Film W.E. zdobył dwie takowe, między innymi w kategorii najlepsza piosenka za „Masterpiece”. Wcześniej w kategorii tej nominowano osiem utworów wykonywanych Madonnę („Who’s That Girl” w 1987, „Sooner or Later” i „What Can You Loose” w 1990, „This Used to Be My Playground” w 1992, „I’ll Remember w 1994, „You Must Love Me” w 1996, „Beautiful Stranger” w 1999 i „Die Another Day” w 2002), choć tylko jeden z nich, „You Must Love Me”, triumfował (nagrodzono go także Oscarem w analogicznej kategorii). Honoraria za piosenkę odebrała jednak nie Madonna, a autorzy utworu: Tim Rice i Andrew Lloyd Webber. 15 stycznia 2012 odbyła się ceremonia wręczenia dorocznych Złotych Globów, w trakcie której ogłoszono zwycięstwo „Masterpiece”; Madonna wygrała tym samym swojego drugiego Globa w karierze (po raz pierwszy triumfowała w 1997 w kategorii najlepsza aktorka w komedii lub musicalu za sprawą tytułowej roli w filmie Evita). Nagrodzenie artystki zostało negatywnie skomentowane przez nominowanego w tej samej kategorii Eltona Johna, a także jego męża, Davida Furnisha, który się wypowiedział: „Madonna i najlepsza piosenka? Wypierdalać! (...) Jej triumf jest najlepszym dowodem na to, że [Złote Globy] nie mają żadnego znaczenia. Jej narcyzm, który zaprezentowała po wyjściu na scenę i podziękowaniu, był żałosny. A krytyka [Lady] Gagi [matki chrzestnej dziecka Furnisha i Johna – przyp. tłum.] pokazuje, jak bardzo jest zdesperowana”.
„Masterpiece” zdyskwalifikowano z nominacji do Oscara w kategorii najlepsza oryginalna piosenka. Utwór nie spełnił wymogów Akademii, wedle których nominowane w tej kategorii mogą być tylko piosenki pojawiające się w trakcie właściwego filmu lub na początku napisów końcowych. „Masterpiece” został wykorzystany jako drugi z utworów towarzyszących napisom w W.E.

### Listy przebojów
| Państwo         | Lista                 | Najwyższa pozycja |
| --------------- | --------------------- | ----------------- |
| Czechy          | Czech Airplay Chart   | 65                |
| Japonia         | Japan Hot 100         | 77                |
| Rosja           | Russian Airplay Chart | 36                |
| Wielka Brytania | UK Singles Chart      | 68                |